# Brugmansia
 (octobre 2021).
Si vous disposez d'ouvrages ou d'articles de référence ou si vous connaissez des sites web de qualité traitant du thème abordé ici, merci de compléter l'article en donnant les références utiles à sa vérifiabilité et en les liant à la section « Notes et références ».
Genre
Classification APG III (2009)
Brugmansia est un genre de plantes à fleurs, arbustives, de la famille des Solanacées.

## Taxonomie
Linné a d'abord classé ces plantes dans le genre Datura avec sa description de 1753 de Datura arborea. Puis, en 1805, C. H. Persoon les transféra dans un genre distinct, Brugmansia, du nom du naturaliste néerlandais Sebald Justinus Brugmans. Pendant encore 168 ans, divers auteurs les ont placés entre les genres Brugmansia et Datura, jusqu'en 1973, où dans sa comparaison détaillée des différences morphologiques, T.E. Lockwood les a installés en tant que genres séparés, où ils sont restés incontestés depuis.
Le genre Brugmansia compte actuellement 7 espèces distinctes :
| Section        | Image | Nom scientifique                                              | Distribution                                                                  |
| -------------- | ----- | ------------------------------------------------------------- | ----------------------------------------------------------------------------- |
| Brugmansia     |       | Brugmansia aurea Lagerh.                                      | Andes - Venezuela à Equateur                                                  |
| Brugmansia     |       | Brugmansia insignis (Barb.Rodr.) Lockwood ex R.E. R.E.Schult. | Vallées orientales des Andes - Colombie à Bolivie et occasionnellement Brésil |
| Brugmansia     |       | Brugmansia suaveolens (Willd.) Sweet                          | Sud-Est du Brésil                                                             |
| Brugmansia     |       | Brugmansia versicolor Lagerh.                                 | Equateur                                                                      |
| Sphaerocarpium |       | Brugmansia arborea (L.) Sweet                                 | Andes - Equateur à Nord du Chili                                              |
| Sphaerocarpium |       | Brugmansia sanguinea (Ruiz & Pav.) D.Don                      | Andes - Colombie à Nord du Chili                                              |
| Sphaerocarpium |       | Brugmansia vulcanicola (A.S.Barclay) R.E.Schult..             | Andes - Colombie à Equateur                                                   |

Ces espèces sont ensuite divisées en deux groupes naturels, génétiquement isolés.
La section Brugmansia sect.  Brugmansia (le groupe des espèces des zones chaudes) comprend les espèces :
- Brugmansia aurea,
- Brugmansia insignis,
- Brugmansia suaveolens,
- Brugmansia versicolor.

Les espèces et variétés de ce groupe sont plus faciles à cultiver que celles de la section Sphaerocarpium. Elles sont moins sensibles aux virus et moins sensibles aux températures élevées (mais plus sensibles au gel).
La section Brugmansia sect. Sphaerocarpium (le groupe des espèces des zones froides) comprend les espèces :
- Brugmansia arborea,
- Brugmansia sanguinea,
- Brugmansia vulcanicola.

Ce groupe comprend deux espèces très similaires, Brugmansia sanguinea et Brugmansia vulcanicola ainsi que Brugmansia arborea , qui diffère des deux premières à bien des égards, mais peut être croisée avec elles. Ces espèces poussent généralement à une altitude plus élevée que les espèces de la section Brugmansia, bien que l’aire de répartition de Brugmansia aurea se chevauche. La section est officieusement appelée « groupe froid » en raison de la sensibilité à la chaleur de Brugmansia sanguinea et Brugmansia vulcanicola, qui réagissent en perdant les bourgeons au-dessus de 25 ° C. Les hybrides avec Brugmansia arborea peuvent être moins sensibles.
Deux de ces espèces ont été contestées par Lockwood dans sa thèse de doctorat de 1973. Premièrement, Brugmansia vulcanicola était considérée comme une sous-espèce de B. sanguinea, mais cela a été réfuté par l'ancien mentor de Lockwood, R. E. Schultes en 1977. Deuxièmement, Lockwood a proposé que l'espèce B. insignis soit plutôt un hybride de la combinaison (B. suaveolens × B. versicolor) × B. suaveolens. Cela a ensuite été réfuté par des expériences de croisement effectuées par les Preissels, publiées en 1997.
La plupart des espèces d'origine ci-dessus sont fertiles entre elles, ce qui fait que, dans la nature, on retrouve des hybrides spontanés, à tel point qu'il semble actuellement difficile de retrouver des espèces d'origine véritablement « pures ».
Il existe des centaines de cultivars ornementaux. L'International Brugmansia & Datura Society, Inc. (IBADS / iBrugs)  est l'autorité internationale officielle d'enregistrement des cultivars (ICRA) pour le genre Brugmansia.

## Répartition géographique
Les espèces du genre Brugmansia sont originaires des régions tropicales d'Amérique du Sud, le long des Andes du Venezuela au nord du Chili, ainsi que dans le sud-est du Brésil. Elles sont cultivées comme plantes ornementales en pot dans le monde entier et se sont naturalisées dans des zones tropicales isolées du monde entier, notamment en Amérique du Nord, en Afrique, en Australie et en Asie.
Trois espèces de Brugmansia sont considérées envahissantes en Nouvelle-Calédonie : B. arborea, B. candida et B. suaveolens.

## Écologie
La plupart des espèces de Brugmansia sont parfumées le soir pour attirer les papillons pollinisateurs. Une espèce dépourvue d'odeur, Brugmansia sanguinea à fleurs rouges, est pollinisée par des colibris à long bec.
Brugmansia a deux étapes principales dans son cycle de vie. Au stade végétatif initial, le jeune plant pousse vers le haut sur généralement une seule tige, jusqu'à ce qu'il atteigne sa première fourche principale à 80-150 cm (2,6-4,9 pi) de hauteur. Il ne fleurit qu'après avoir atteint cette fourche, et seulement sur une nouvelle croissance au-dessus de la fourche. Les boutures prélevées dans la région végétative inférieure doivent également atteindre une hauteur similaire avant la floraison, mais les boutures provenant de la région florale supérieure fleuriront souvent à une hauteur très basse.
Un exemple intéressant d'interaction plante/animal concerne le papillon Placidula euryanassa, qui utilise Brugmansia suaveolens comme l'un de ses principaux aliments larvaires. Il a été démontré que ceux-ci peuvent séquestrer les alcaloïdes tropanes de la plante et les stocker jusqu'au stade nymphal jusqu'au papillon adulte, où ils sont ensuite utilisés comme mécanisme de défense, se rendant moins appétissants pour les prédateurs vertébrés.
La dispersion des graines de Brugmansia était probablement autrefois accomplie par la mégafaune mammifère, éteinte depuis le Pléistocène. Brugmansia a longtemps disparu à l'état sauvage car leurs fruits restent maintenant sous les plantes sans donner de descendance. Ils ont été maintenus en culture depuis la perte de leur partenaire évolutif de dispersion des graines par les humains en tant que source de médicaments psychotropes.

## Histoire
La plante fut découverte par Alexander von Humboldt et Aimé Bonpland pendant leur exploration de l'Amérique du Sud au début du XIXe siècle. Elle doit son nom à Sebald Justinus Brugmans (1763-1819), professeur d'histoire naturelle à l'université de Leyde. Elle serait originaire des Andes, mais pousse actuellement à l'état spontané dans les Antilles et en Océanie. Aux États-Unis et en Europe, elle a été acclimatée et marque une nette préférence pour les climats et les sols à la fois humides et chauds. De nombreuses variétés hybrides ont été créées pour les jardins d'agrément.

## Principales différences entreBrugmansiaetDatura
Le genre Brugmansia a longtemps été confondu avec le genre Datura, dont il était considéré comme une espèce (Datura arborea). Comme les espèces de Datura, les espèces de Brugmansia possèdent en effet des fleurs ayant la forme de trompettes (d'où son nom familier de trompette des anges). La principale distinction entre les deux genres vient du fait que les fleurs du genre Datura sont érigées, alors que celles du genre Brugmansia sont tombantes, en clochettes. De plus, les espèces du genre Brugmansia sont des arbustes, tandis que la plupart des espèces de Datura sont des plantes herbacées. Les deux plantes sont cependant très voisines, et elles ont les mêmes caractéristiques toxiques : on note en particulier la présence de scopolamine, de hyoscyamine et d'atropine, principalement dans leur sève.
- Brugmansia : fleurs orientées vers le bas (peu importe l'angle), non autofertiles (sauf B. arborea ou exceptions), fruits sans piquants, arbustes ou arbres ligneux pouvant atteindre 70 ans. Les espèces de Brugmansia sont donc des plantes vivaces, se multipliant par « rejets » du pied mère ou par l'explosion de leurs fruits non épineux renfermant chacun un grand nombre de graines.
- Datura : fleurs orientées vers le haut, autofertiles, fruits en général avec des piquants, considérés comme des fleurs annuelles. C'est donc une plante annuelle qui se dissémine grâce à l'explosion de ses fruits épineux renfermant chacun un grand nombre de graines.

## Description

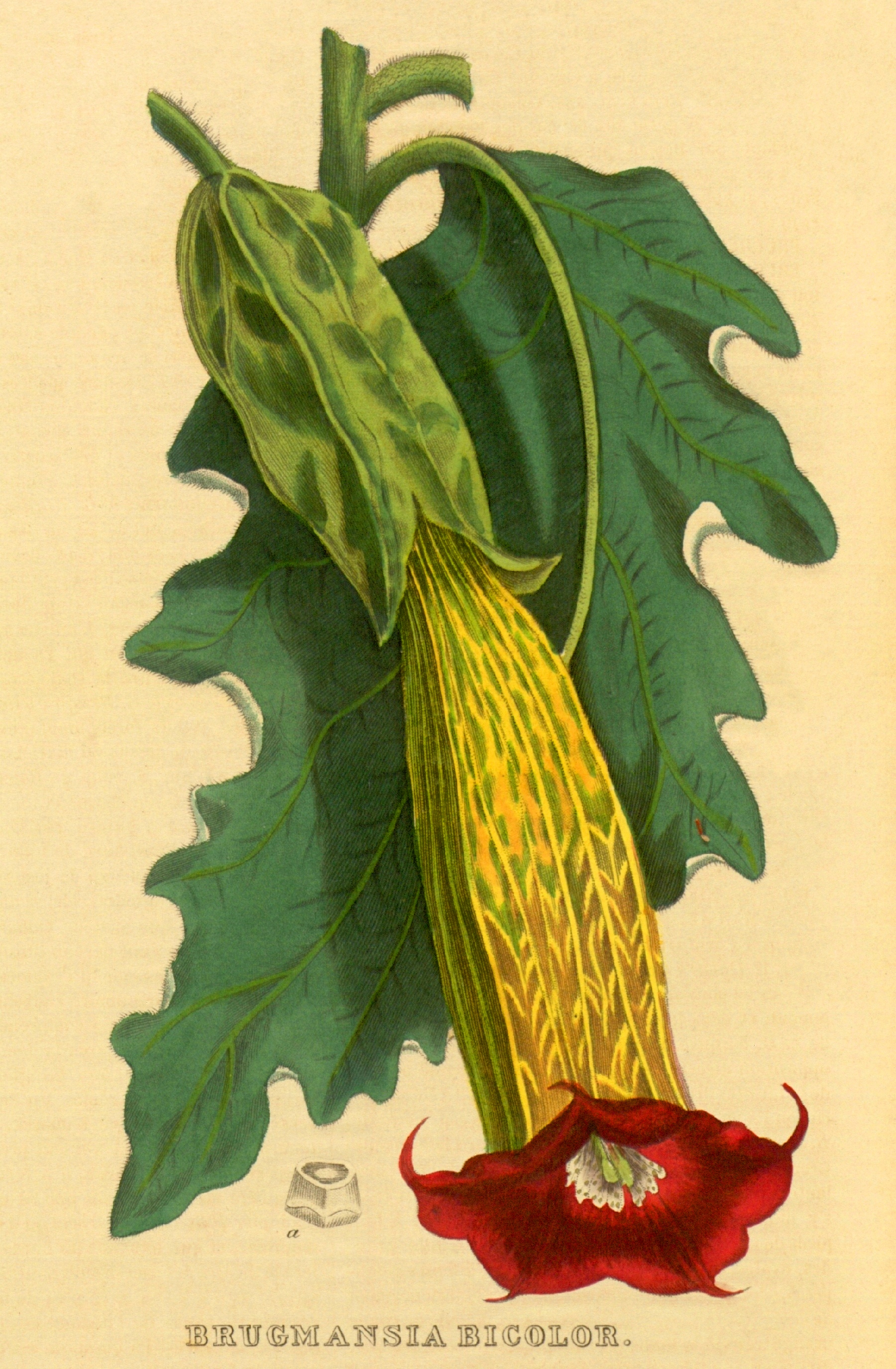
Brugmansia sanguinea

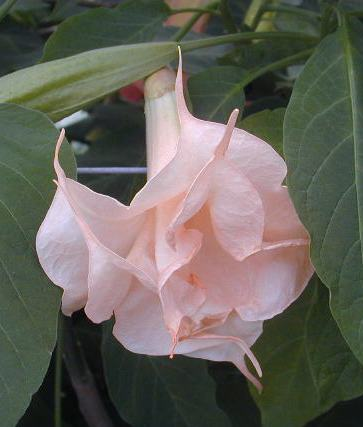
Brugmansia Bianca

Les espèces de Brugmansia sont de grands arbustes ou de petits arbres, aux troncs semi-ligneux, souvent très ramifiés. Ils peuvent atteindre des hauteurs de 3 à 11 m.
Les feuilles sont disposées alternativement le long des tiges, généralement grandes, de 10 à 30 cm de long et de 4 à 18 cm de diamètre, avec une marge entière ou grossièrement dentée, et sont souvent recouvertes de fins poils. Le feuillage est persistant tant que les températures restent au-dessus de 10 degrés.
Le nom « trompette d'ange » fait référence aux grandes fleurs pendantes en forme de trompette, de 14 à 50 cm (6 à 20 pouces) de long et de 10 à 35 cm (4 à 14 pouces) de diamètre à l'ouverture. En France, la floraison commence au plus tôt en juin et se termine avec les premières gelées. Les fleurs peuvent être simples, doubles ou plus et viennent dans des tons de blanc, jaune, rose, orange, vert ou rouge. La couleur des fleurs varient souvent selon le stade de maturité ou la température. Par exemple, la fleur se forme dans les tons jaunes et vire au blanc crème en s'épanouissant.
La plupart des fleurs ont un parfum fort et agréable qui est plus perceptible le soir et attire de préférence les insectes nocturnes (et les chauve-souris, principaux pollinisateurs de la plante dans son habitat originel).
Les fruits de Brugmansia sont des baies qui peuvent être ovoïdes et de 5,5 à 7 cm de long, obovales ou oblongues en forme d'œuf et de 6,5 à 11 cm de long ou fusiformes et de 14 à 35 cm de long. Ces baies n'ont aucun mécanisme d'ouverture et, selon les espèces, contiennent moins de 100 ou plus de 300 graines. D'une longueur de 8 à 12 mm, les graines sont relativement grandes, cunéiformes, presque réniformes ou de forme irrégulière. La surface des graines est finement noire ou lisse, généralement épaisse, parfois semblable à du liège.

## Toxicité
Tous les types de Brugmansia contiennent des composés fortement toxiques (alcaloïdes tropaniques) responsables de graves intoxications. Les alcaloïdes les plus importants qui peuvent être trouvés dans les parties aériennes de toutes les espèces examinées comprennent la L-hyoscyamine, l'atropine (DL-hyoscyamine) et la scopolamine, ainsi qu'une plus petite quantité de substances dérivées de ces substances. Une concentration tout aussi élevée d'esters de tropane diol et de tropane triol peut également être trouvée dans les racines.
Le symptôme de toxicité le plus courant est généralement une mydriase (pupille dilatée) ou une anisocorie (taille de pupille inégale), qui peuvent survenir notamment chez les enfants en se frottant les yeux avec la main après avoir touché la plante.

## Utilisations
Les espèces de Brugmansia sont principalement des plantes ornementales mais elles sont aussi très utilisées en Amérique latine comme poisons et comme médicaments. Elles sont parfois utilisées par des individus, opérant surtout dans les boites de nuit qui utiliseraient de la scopolamine (extraite de Brugmansia arborea) pour exercer une soumission chimique sur leurs victimes sans qu'elles puissent s'en rendre compte ni s'en souvenir à leur réveil.
Également utilisée à des fins d'empoisonnement, son administration intentionnelle à autrui peut mener à une condamnation pour délit d'administration de substances nuisibles (Crim. 23 mars 2021 n°20-81.713).

### Usage chamanique
Dans les Andes péruviennes, Brugmansia sanguinea est cultivé depuis des millénaires pour confectionner des préparations servant à entrer en transe violente. La consommation d'une infusion d'une ou deux grosses fleurs fait effet en une demi-heure. Les graines sont aussi utilisées pour leur facilité d'accès et la quantité dans laquelle elles sont présentes, puisqu'une seule baie peut en contenir 50 à 300 graines. Celles-ci sont plus toxiques que les fleurs, et 5 ou 6 graines suffisent à provoquer d'intenses hallucinations. Le consommateur de Brugmansia ne sera pas conscient de ses actions pendant toute la durée de l'effet toxique.
Cette plante toxique et potentiellement mortelle est utilisée seulement par les chamans expérimentés. Selon les croyances traditionnelles, Brugmansia punit sévèrement les personnes qui lui manquent de respect. En Colombie et au nord du Pérou, les chamans emploient plutôt Brugmansia aurea. Selon les croyances colombiennes, Brugmansia vulcanicola est habité par un esprit maléfique,.

## La culture deBrugmansia

### Arrosage

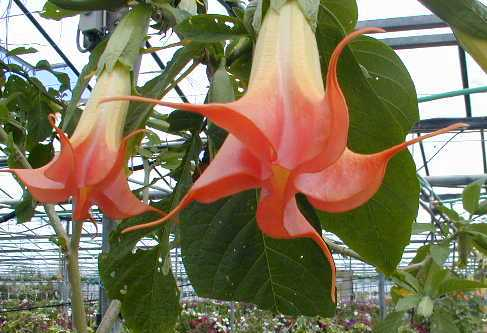
Brugmansia ‘L'Amour’ (obtention de H. Blin)

Les espèces de Brugmansia sont des plantes gourmandes en eau et en nutriments.
L'arrosage doit être assez régulier pour garder le substrat toujours humide mais les racines ne doivent pas être noyées en permanence non plus. Si elles ont besoin de l'eau pour absorber les éléments nutritifs contenus dans le substrat de culture, elles ont aussi besoin de respirer. Le substrat est un milieu vivant où les bactéries aérobies ont, comme leur nom l'indique, besoin d'air pour survivre. Il est donc important d'assurer un bon drainage dans le conteneur.

### Fertilisation

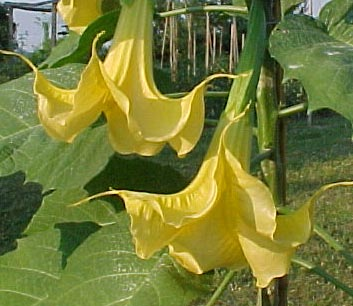
Brugmansia Charles Grimaldi

Le développement annuel d'un plant de Brugmansia est énorme. Pour pouvoir y parvenir dans les meilleures conditions, il faut des 'doses élevées de nourriture'. Engrais recommandé : 16-8-22 et 3 % magnésium (ou autre dosage similaire, l'azote, soit le premier chiffre, ne devrait pas être inférieur à 14).
Dosage recommandé :  80 g de minéraux fertilisants pour 10 litres d'eau (application hebdomadaire) ou 10 g pour 10 litres par jour et, tous les 3 jours, 30 g pour 10 litres. On n'applique jamais l'engrais sur du substrat sec, risque de brûlure des racines. Les engrais à libération prolongée sont inadaptés à cause de leur débit trop faible. L'engrais du commerce qui convient particulièrement bien est l'engrais spécial pour rosiers, mais tout autre engrais convient aussi bien : spécial géraniums, arbres fruitiers, engrais agricole…

### La technique du pot permanent
Lors de la croissance d'un jeune plant de Brugmansia, qu'il soit issu de semis ou de bouture, on commence par le rempoter plusieurs fois dans des pots de taille croissante jusqu'à ce qu'il tienne bien dans un pot de 20 litres que la plante ne quittera plus tout au long de l'année. Un pot en plastique conviendra très bien à l'application de cette méthode, il sera préparé en perforant sur ses côtés deux rangées de trous placés en quinconce d'un diamètre d'environ 5 cm. Pour l'hivernage, la petite taille du pot (20 litres) permettra de le manipuler assez facilement et pour l'été on plantera Brugmansia « avec » son pot permanent.
Il y a deux possibilités pour préparer l'installation estivale :
- on peut utiliser une jardinière de (très) grande taille, en planches de bois, en plastique, en béton... On peut se permettre une dimension de 1 m par 1 m, mais il faut veiller à garder un bon système de drainage ;
- soit planter directement en pleine terre, ce qui permettra de diminuer la fréquence des arrosages et d'avoir un prix de revient quasiment nul.

Au printemps, il faut mettre en place à l'endroit choisi, dans la jardinière ou en pleine terre, du terreau fertilisé (terre, terreau horticole, fumure, sable…) et fixer solidement un ou plusieurs tuteurs dans ce substrat.
Il faut ensuite creuser un trou pour le pot permanent que l'on installe dès que tout risque de gel est écarté.
Les racines de Brugmansia vont rapidement trouver les trous du pot permanent et se développer généreusement dans le terreau. En juillet et en août, Brugmansia est resplendissant et fleurit à profusion.
Dès que les températures sont annoncées sous les 5° C, il est temps de mettre les plants de Brugmansia à l'abri du gel. On déterre la plante avec son pot permanent en prenant soin de couper les racines qui sortent des trous. On rabat la plante en prenant soin de toujours préserver les premières fourches des troncs puis on fait hiverner la plante en intérieur idéalement entre 10 et 15 degrés pour la ressortir au printemps quand tous les risques de gel seront passés.
Il vaut mieux ne pas faire de trous dans le fond du pot permanent pour pouvoir le déterrer plus facilement après avoir sectionné les racines du côté avec une bêche.

### Températures

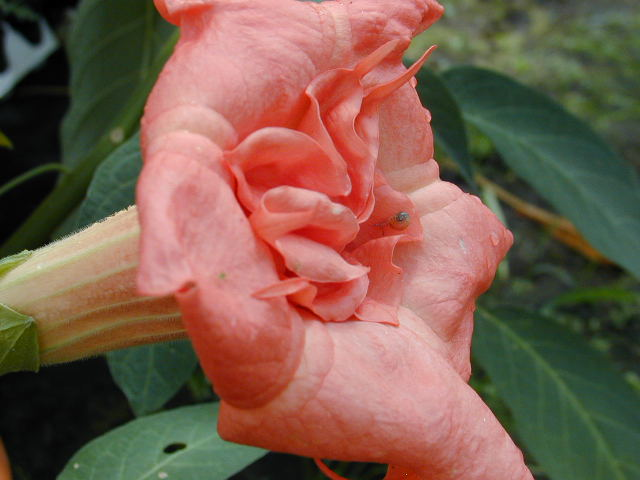
Brugmansia Mon Amour De Mareuil (obtention de E. Duback) : fleur double rouge

Brugmansia peut supporter des températures plus ou moins froides selon les espèces. Le gel fait souvent disparaitre la partie aérienne mais, si on paille bien la motte de racine, dans les régions de rusticité 8, les plants peuvent repartir du pied (sauf si le gel a été intense et long). Ceci constitue d'ailleurs la méthode classique la moins contraignante pour hiverner les plants.

### La dormance: une mise au repos végétative

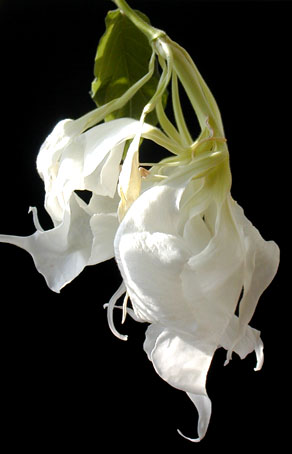
Brugmansia Shredded White Fantasy : une fleur totalement atypique

La dormance ne concerne ni les hybrides versicolor, ni les boutures fraîchement racinées qui peuvent facilement pourrir en période froide. La plupart des espèces de Brugmansia peuvent entrer en dormance pour de longues périodes ; dans la nature, c'est le sec qui les fait entrer en dormance. On peut profiter de cette propriété pour, en plus, les faire supporter le froid et le noir. Pour ce faire :
1. On prend un plant bien vert avec son pot (le plus petit possible, vous verrez plus loin pourquoi) et on le met au sec sous un abri (intérieur ou extérieur).
2. On laisse aux feuilles le soin d'évaporer toute l'eau, en particulier celle de la motte de terreau.
3. On attend que le terreau soit bien sec. Cela se remarque au toucher, mais il faut vérifier l'intérieur de la motte. Cela se remarque aussi aux feuilles et fleurs flasques. Ce séchage va plus vite et est de meilleure qualité lorsque le pot est petit. Quand les feuilles ont tout évaporé, elles deviennent complètement flasques : ceci réduit leur surface d'exposition (au soleil en été) et bloque grandement l'évaporation. À ce stade, on conseille parfois de rabattre fortement la plante mais c'est inutile. Moins on coupe, plus on aura des fleurs tôt la saison prochaine.
4. Quand la plante a fortement ralenti son métabolisme pour raison de sécheresse, elle est entrée en dormance. On en profite pour la rentrer en cave ou en garage pour la saison froide. Au bout de quelques jours, on enlève toutes les feuilles et ce qui reste des fleurs. Ensuite, il faut trouver un juste milieu entre sécheresse absolue des racines sur une longue durée (la plante se dessèche et meurt) et l'humidité excessive qui provoque pourriture des racines, attaque fongique sur les tiges et la mort de la plante.

Les plants gagnent à être hivernés au sombre et au froid, sans aller en dessous de 5 degrés Celsius. Il faut garder la motte très légèrement humide avec un arrosage léger chaque mois (50 cl d'eau). Plus la cave est froide et humide et noire, moins il faut l'arroser. Plus la cave est sèche et chaude et éclairée, et plus on s'approche du printemps, plus on peut arroser, tout en restant quand même toujours très parcimonieux avec l'eau. Ces arrosages n'ont rien à voir avec les arrosages copieux indiqués durant la belle saison.

### Parasites
Les espèces de Brugmansia sont très appréciées des escargots qui mangent leurs feuilles. Lorsqu'on les rentre pour la saison froide, araignées rouges, aleurodes et cochenilles farineuses peuvent en profiter pour s'attaquer à la plante.

## Reproduction

### Pollinisation

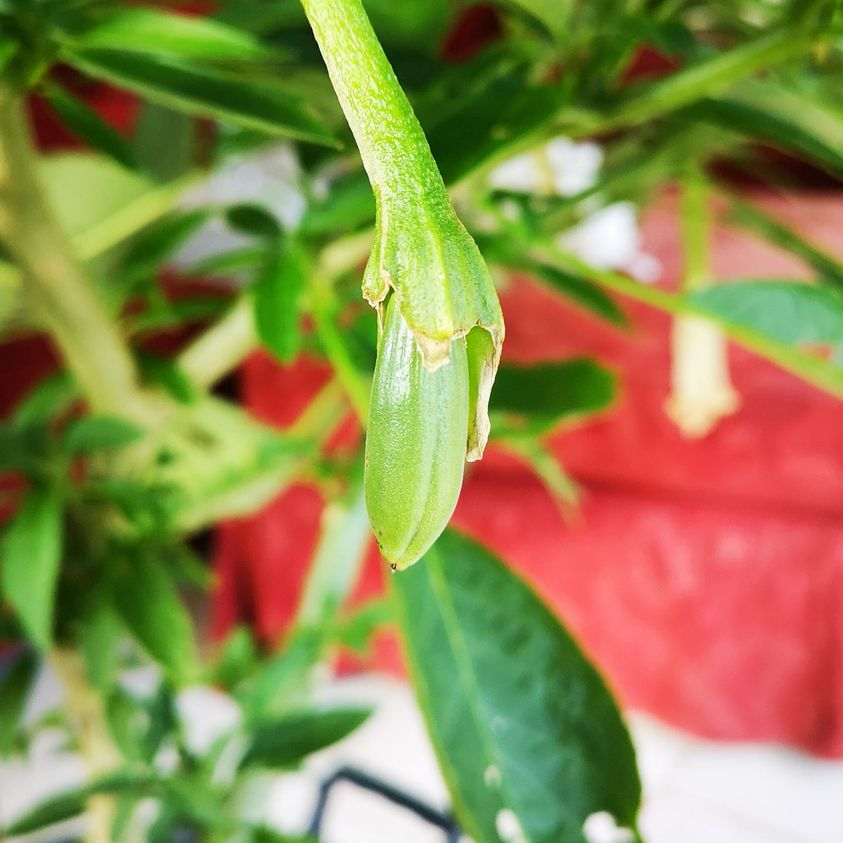
capsule de Brugmansia arborea 2 semaines après pollinisation

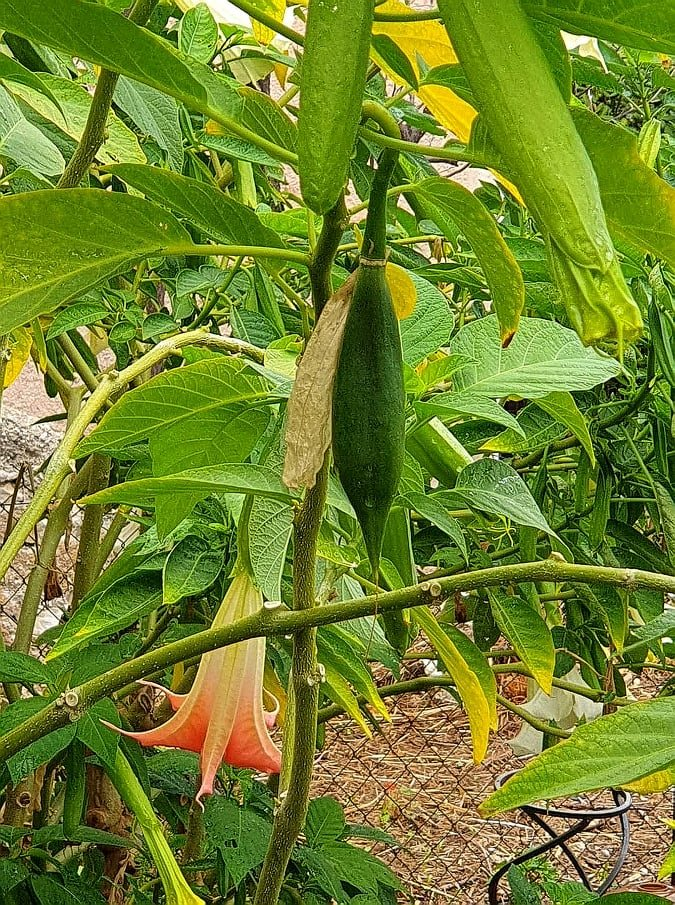
capsule de Brugmansia arborea immature

La pollinisation naturelle des fleurs de Brugmansia peut se faire grâce à des insectes ou des colibris. À défaut de pollinisateurs naturels, on a recours à la pollinisation artificielle. On prélève du pollen (poudre blanche un peu collante) d'une fleur de Brugmansia (depuis les 5 étamines au cœur de la fleur) avec un pinceau ou un coton-tige, et on le dépose sur le bout du style (la pointe la plus longue au centre de la fleur) de la même fleur ou d'une autre fleur (contrairement à ce qu'on lit souvent, la pollinisation fonctionne très bien entre deux fleurs d'une même plante). Entre-temps, on peut stocker le pollen au congélateur ou l'envoyer par la poste à quelqu'un d'autre (il se conserve bien et longtemps). Si la fleur est pollinisée, sa base (pédoncule plus ovaire) restera accrochée à la tige, le pédoncule se raffermira, l'ovaire gonflera et, au bout de 4 mois (8 pour les sanguineas), on pourra récolter quelques centaines de graines par fleur, quand le fruit sera de couleur marron et desséché. Si la fleur n'est pas pollinisée, le pédoncule jaunit et finit par tomber.
La pollinisation artificielle permet de croiser soit deux fleurs d'une même plante (et on obtiendra des graines donnant des plantes très proches de la plante mère), soit deux fleurs de variétés différentes et ainsi d'obtenir des graines dont le semis donnera un nouvel hybride dont on connaîtra avec certitude les parents. Croiser un spécimen de Brugmansia à fleurs doubles blanches avec un spécimen de Brugmansia à fleurs simples roses permet d'envisager, par exemple l'obtention d'un hybride à fleurs doubles roses.

### Semis

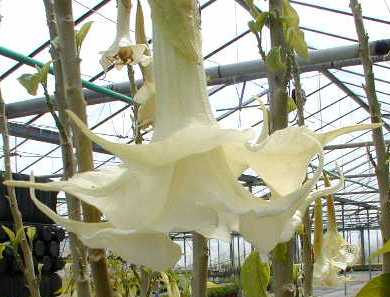
Brugmansia Tiara : fleur double blanche

Pour réaliser des semis de Brugmansia, tremper les graines (éventuellement épluchées pour les plus grosses, c'est-à-dire débarrassées de leur gangue) 24 heures dans de l'eau tiède (20 à 36 °C), les presser dans le terreau spécial semis, humidifier, recouvrir de film transparent et poser sur un radiateur (éventuellement celui d'un réfrigérateur), température de 20 à 36 °C, patience. La levée des graines a lieu, généralement, après 2 à 3 semaines, probablement pas toutes en même temps (levée possible entre 10 jours et plusieurs mois selon le niveau de perméabilité du tégument d'où l'intérêt du trempage préalable dans l'eau). On peut rempoter les semis dans des godets individuels et les exposer à la lumière (fenêtre, lampe même ordinaire ou à économie d'énergie) dès qu'ils ont 2 vraies feuilles, la chaleur n'est alors plus aussi importante. Des semis réalisés en France métropolitaine mi-janvier fleuriront normalement pour la première fois vers la mi-août (le délai sera bien sûr plus court en zone tropicale).

### Bouturage et marcottage
Une méthode de reproduction consiste à pratiquer le bouturage. Les tiges de Brugmansia se bouturent très facilement simplement en trempant un rameau effeuillé d'une quinzaine de cm de long dans un verre d'eau. 2 semaines plus tard, on voit les racines se former et on peut replanter la bouture dans un pot rempli de bonne terre. Les boutures issues de la région végétative (en dessous du premier point de fourche d'une branche) fleurissent plus tardivement que celles provenant de la région florale (c.a.d. au-dessus du premier point de fourche, (le Y).
Autre technique de multiplication : le marcottage aérien : choisir une branche qu'on souhaite séparer de la plante mère. L'entailler sur une profondeur de 2/3 de branche. Y mettre ou non de l'hormone de bouturage. Entourer de quelques cm de tourbe ou autre terreau d'enracinement. Emballer ce substrat dans du tissu. Bien humidifier le tout. Recouvrir de film plastique. Enracinement au bout de 2-6 semaines (selon température et autres paramètres). Ensuite on coupe en dessous des racines.
Le bouturage à plat est aussi possible. On pose des tronçons de branches ligneuses de Brugmansia (5 à 20 cm de long par ex.) horizontalement dans des rigoles aménagées en surface du terreau d'enracinement, enfoncées de moitié. Garder le terreau humide. Les boutures les plus longues peuvent produire plusieurs pousses. Dès que les nouvelles pousses ont une dizaine de centimètres de haut, on les prélève en coupant la tige enterrée.
On peut aussi bouturer à l'étouffée en bouteille d'eau plastique.

## Galerie photos

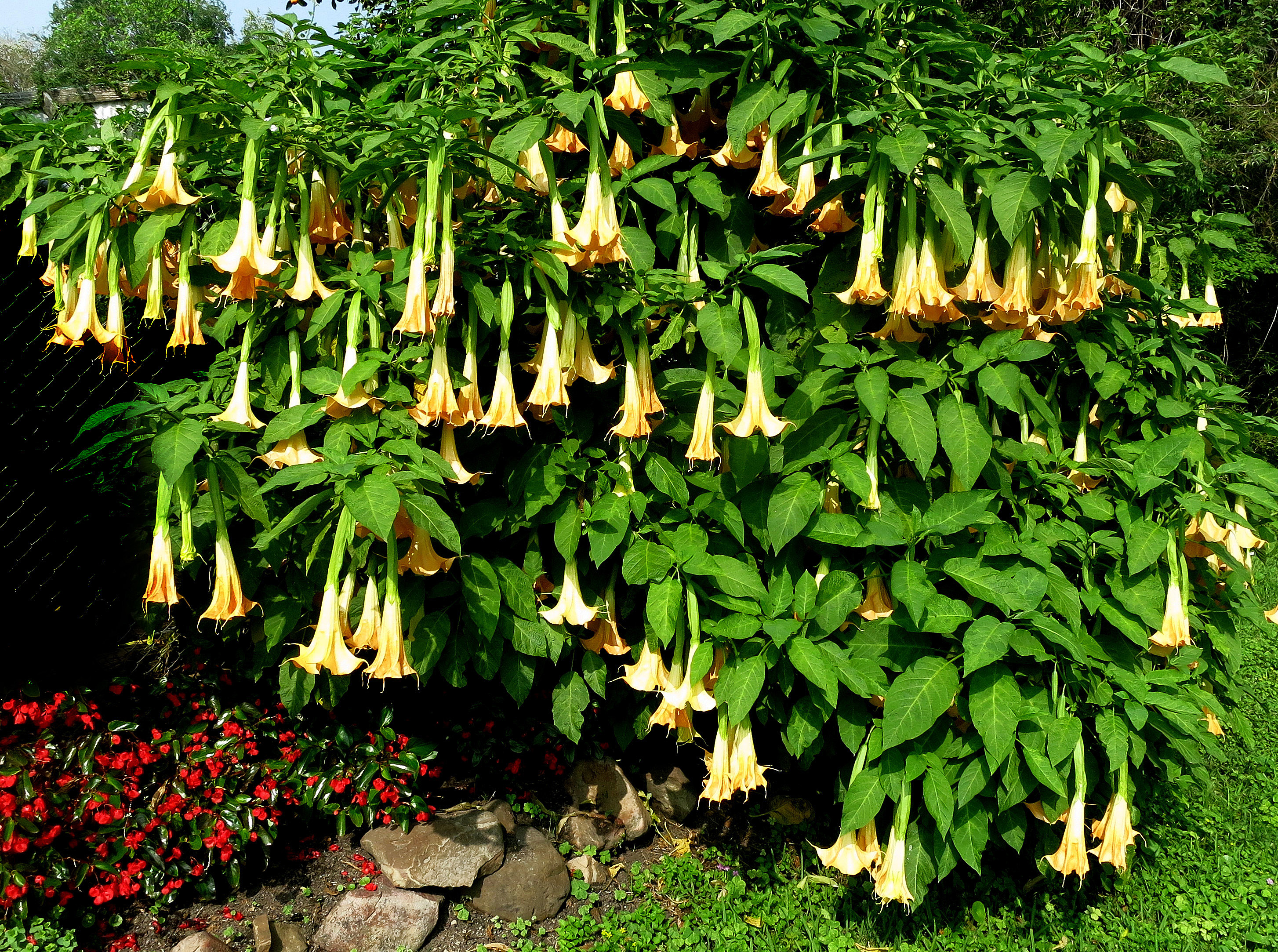
Brugmansia suaveolens.
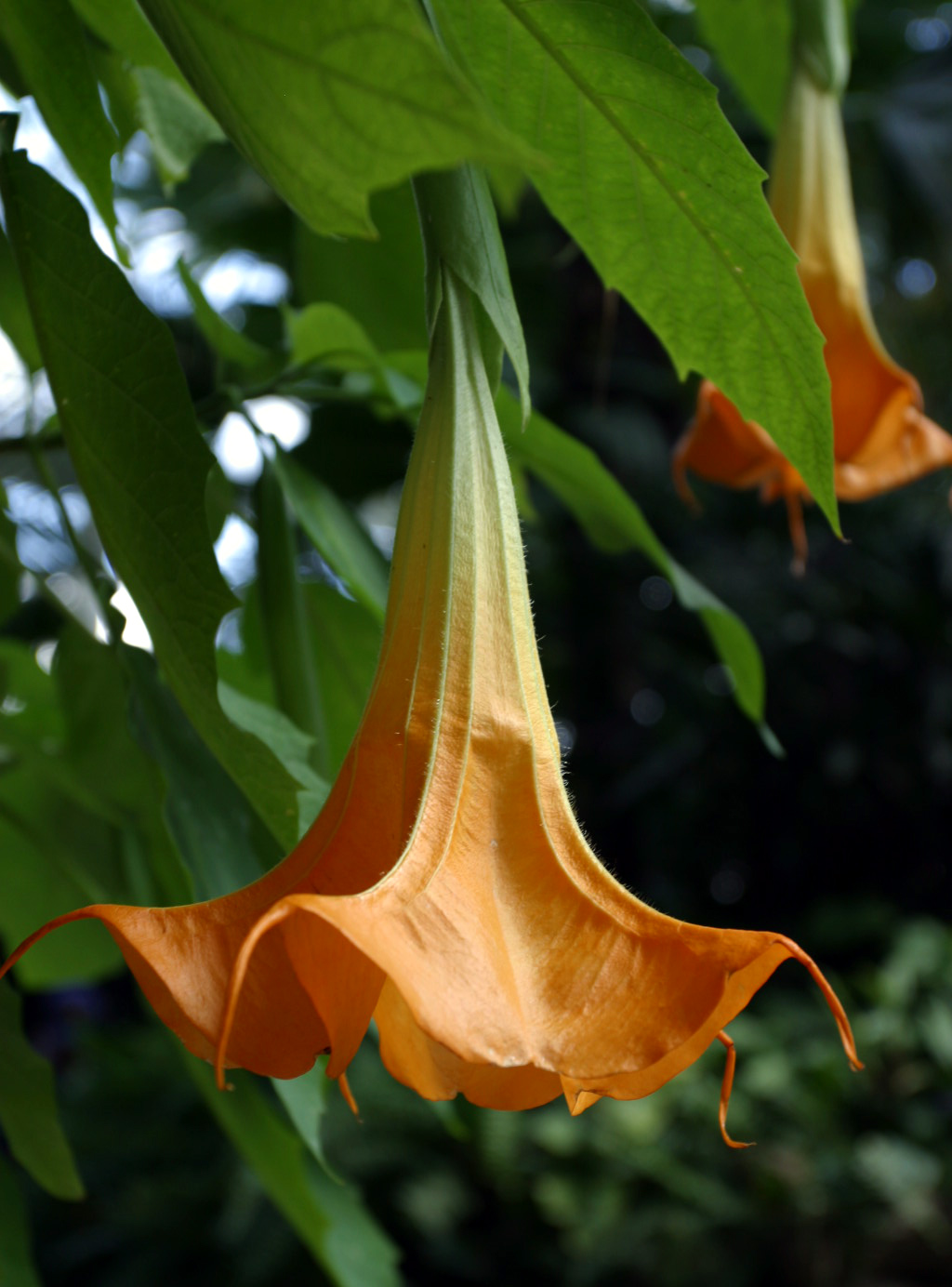
Brugmansia hybride.
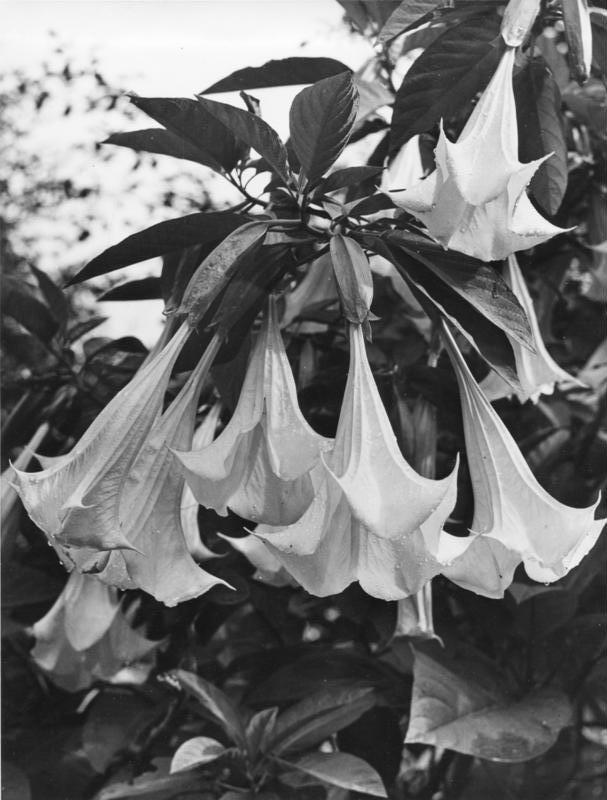
Brugmansia suaveolens.
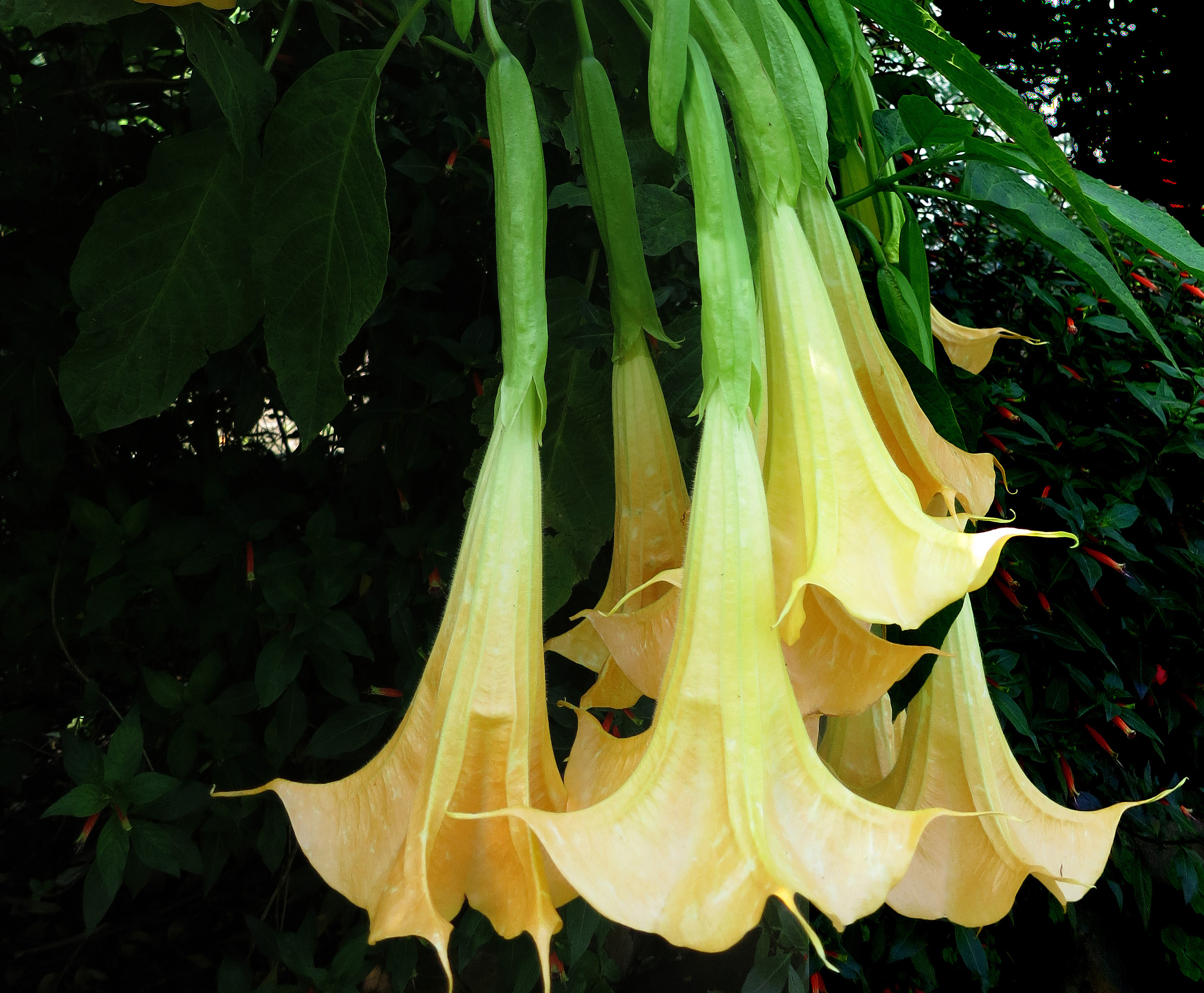
Brugmansia suaveolens.
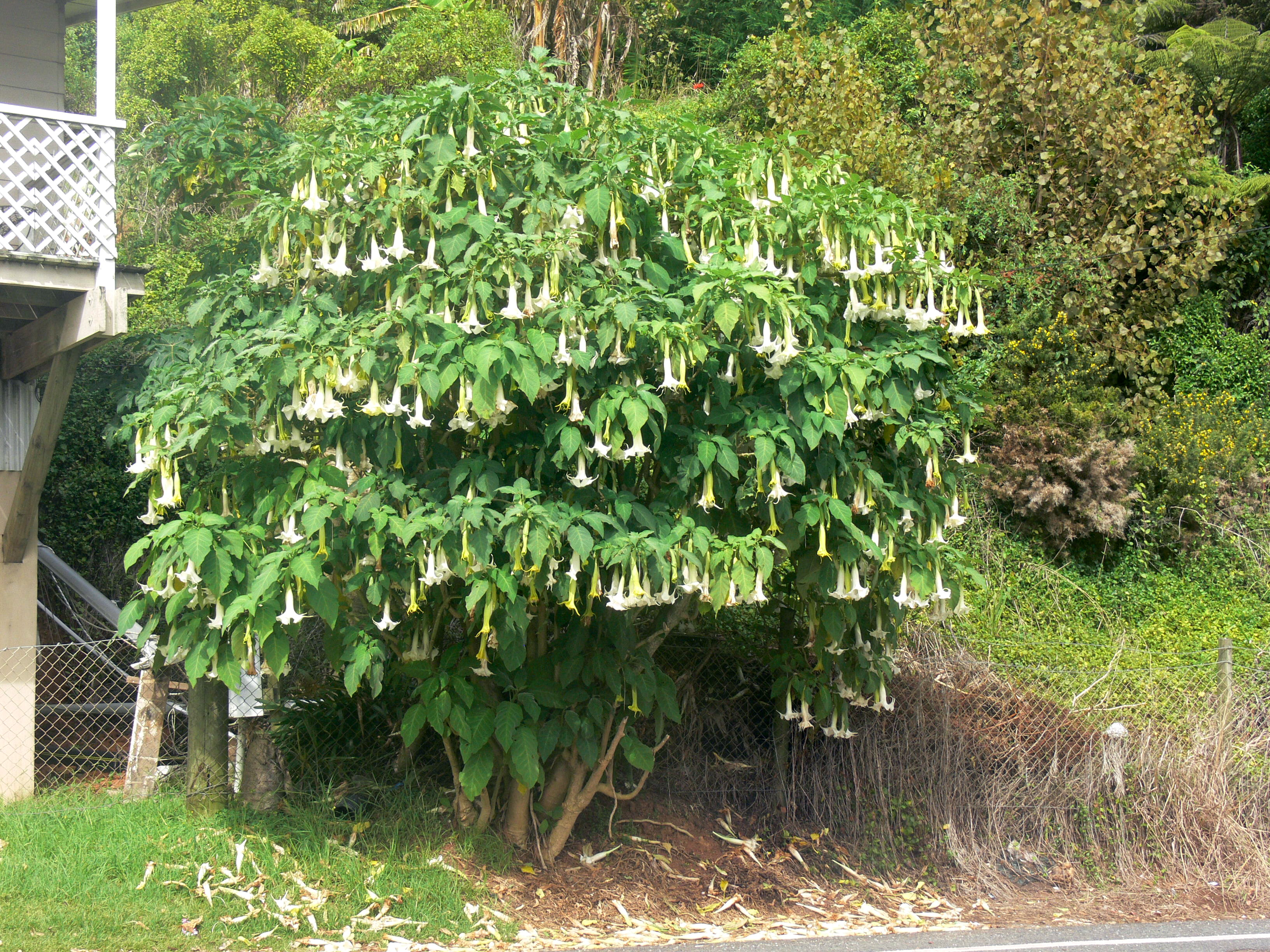
Brugmansia ×candida, Mangonui, Nouvelle-Zélande.
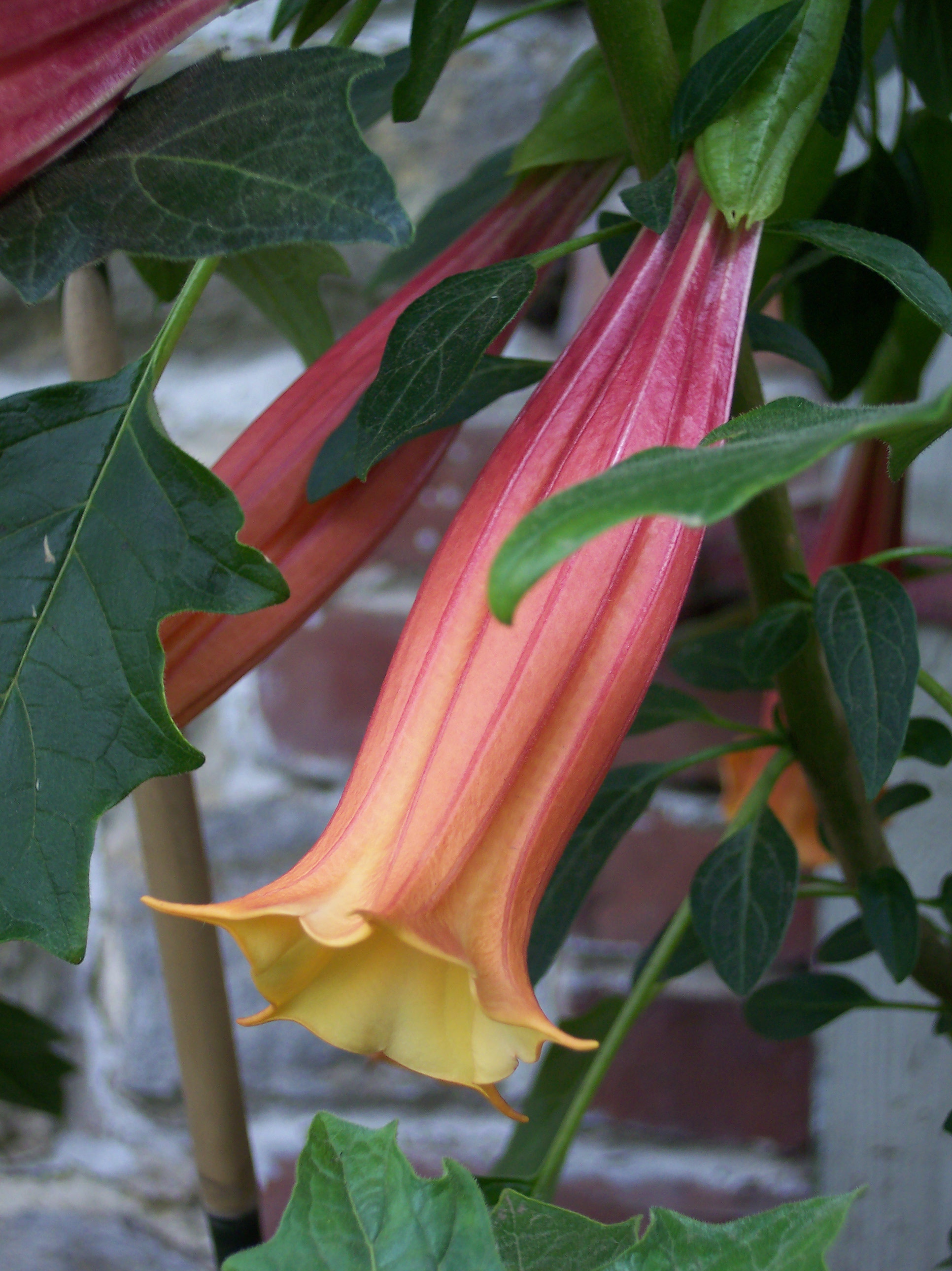
Brugmansia vulcanicola.
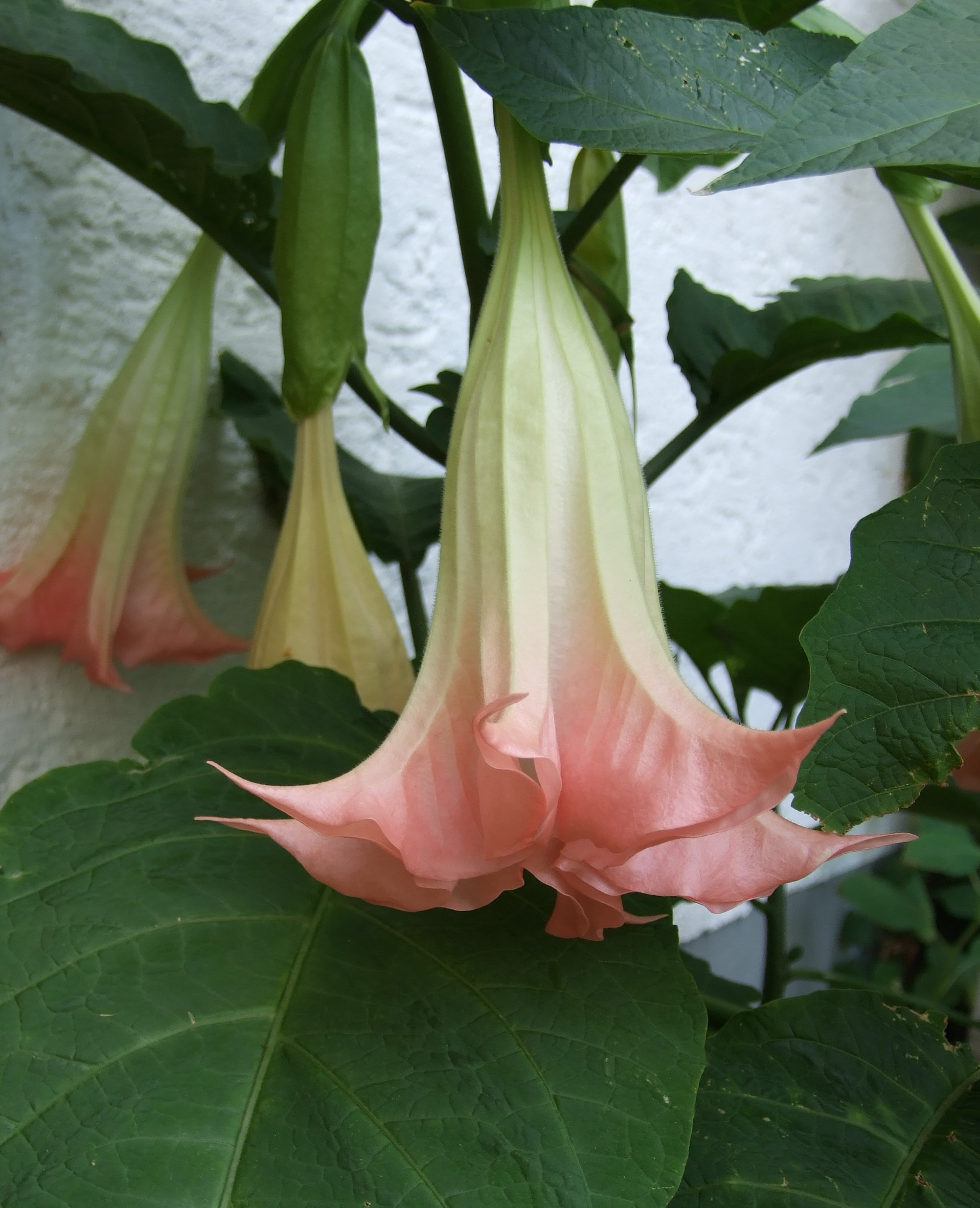
Brugmansia suaveolens.
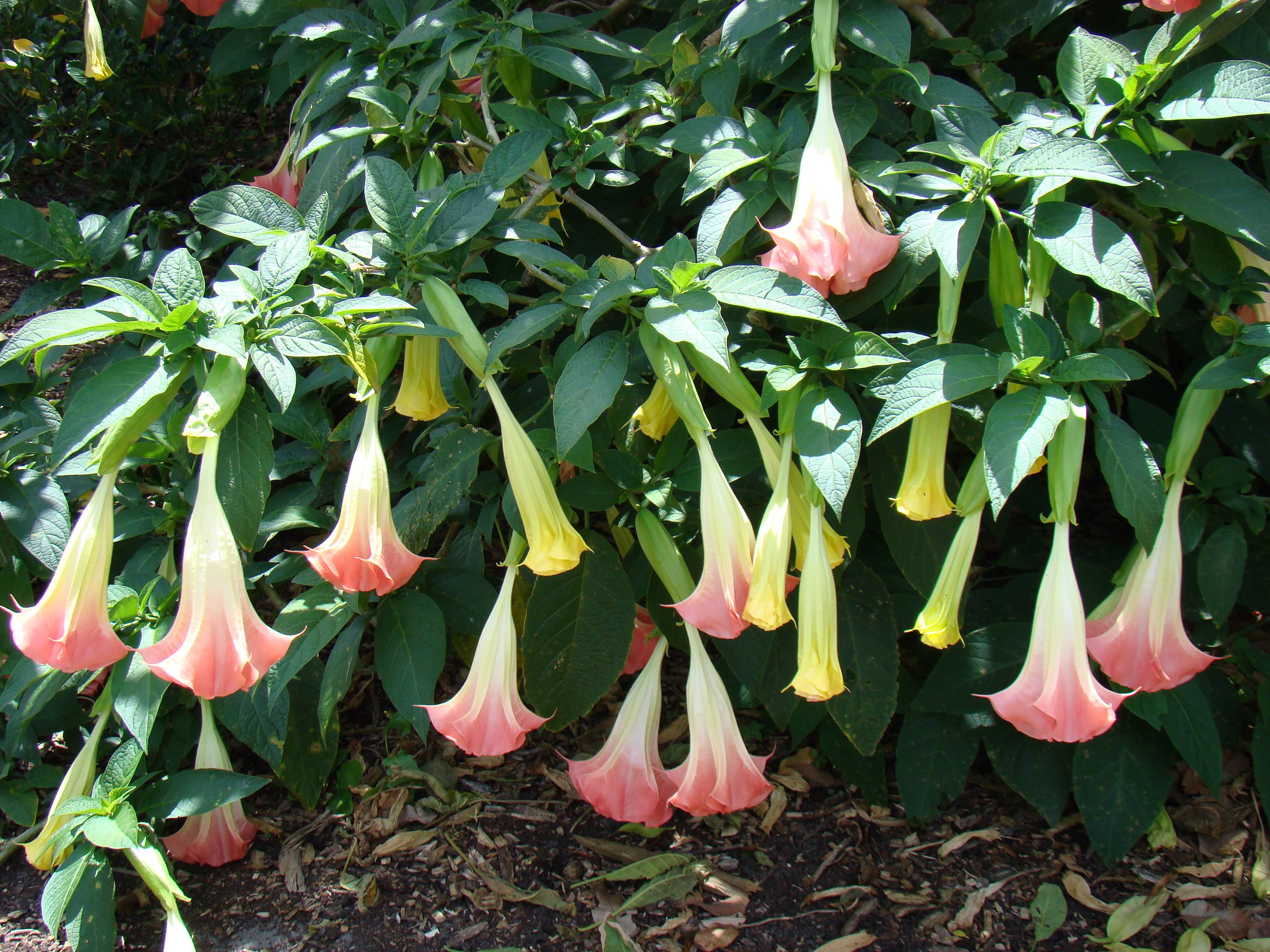
Mounts Botanical Garden, West Palm Beach, Floride.
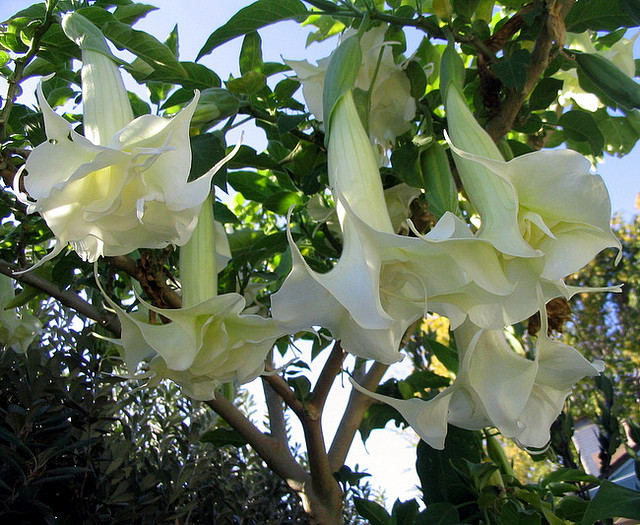
Brugmansia ×candida, Berkeley, Californie, USA.
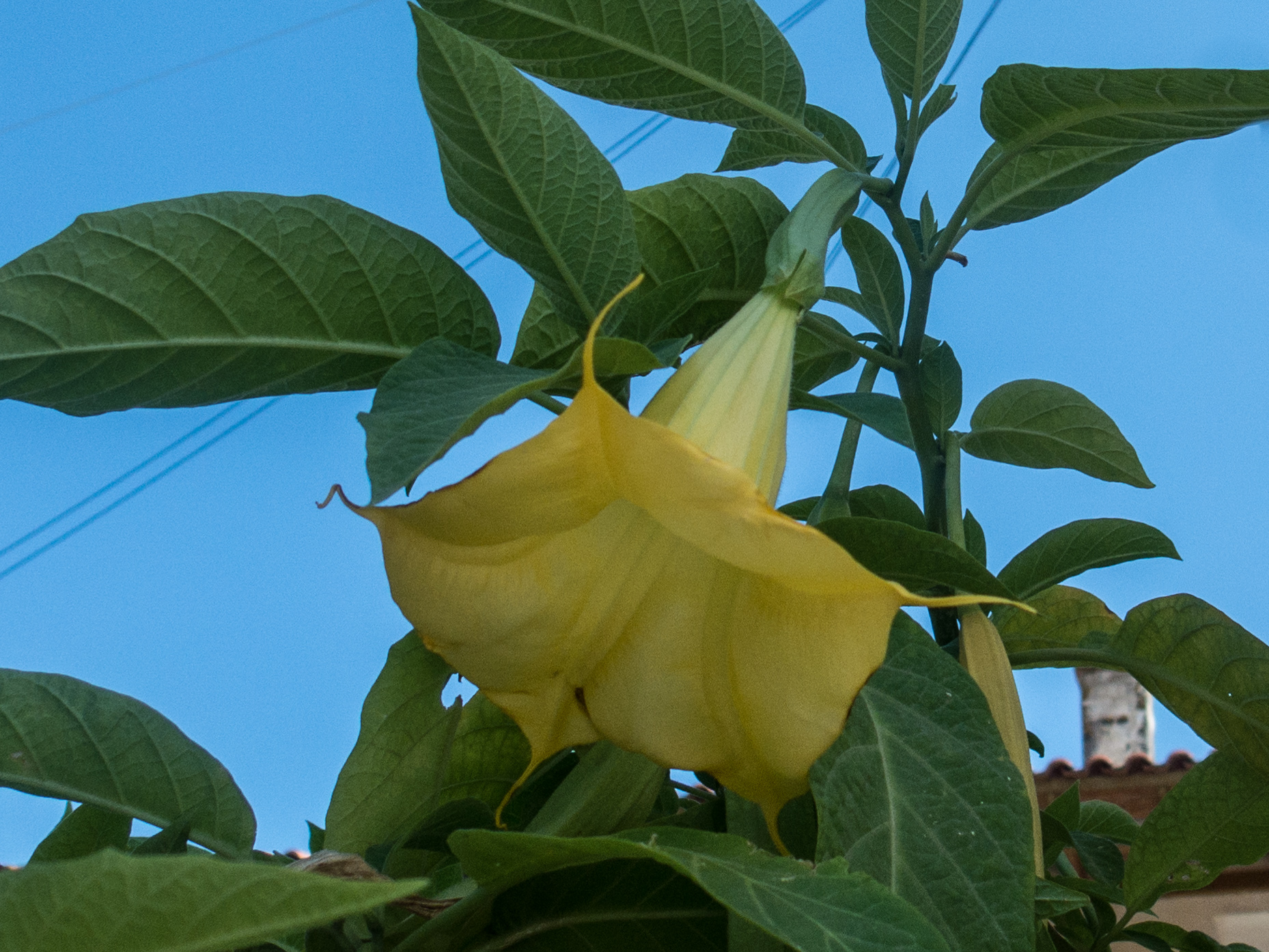
Brugmansia, Nafpaktos, Grèce.